# Nearly Human
Albums de Todd Rundgren
A Cappella
(1985) 2nd Wind
(1991)
Nearly Human est le douzième album studio de Todd Rundgren, sorti en 1989.

## Titres
Toutes les chansons sont écrites et composées par Todd Rundgren, sauf mention contraire.
| 1. | The Want of a Nail (avec Bobby Womack) |                | 5:14 |
| 2. | The Waiting Game                       |                | 4:16 |
| 3. | Parallel Lines                         |                | 4:22 |
| 4. | Two Little Hitlers                     | Elvis Costello | 3:55 |
| 5. | Can't Stop Running                     |                | 5:00 |

| 1. | Unloved Children |                                         | 4:03 |
| 2. | Fidelity         |                                         | 4:39 |
| 3. | Feel It          | Todd Rundgren, The Tubes, Vince Welnick | 5:47 |
| 4. | Hawking          |                                         | 6:51 |
| 5. | I Love My Life   |                                         | 8:55 |